# El fenómeno (álbum)
El fenómeno es el primer álbum de estudio por el cantautor  de reguetón Arcángel, Fue publicado el 9 de diciembre de 2008 a través de Machete Music. El álbum contiene apariciones de J-King, Don Omar y Tempo. 

## Lanzamiento
El álbum fue lanzado al mercado por las empresas discográficas Flow Factory Inc, Mas Flow Inc y Machete Music el 9 de diciembre de 2008, producido  por los productores Luny Tunes, de este álbum contó con la colaboración de artistas como Tempo, Don Omar, Jadiel y J-King.
Inicialmente, el cantante tenía previsto lanzar un álbum de estudio bajo el nombre La maravilla, pero dicho álbum terminó siendo pirateado por medio de internet, por esa razón, se lanzó El fenómeno, en donde se recopilaba la gran parte de las canciones del álbum de estudio pirateado, así como canciones nuevas.

## Lista de canciones
| N.º | Título                                | Productor(es)                | Duración |  |
| 1.  | «Ahí Eh (Intro)»                      | Diésel                       | 3:31     |  |
| 2.  | «Por amar a ciegas»                   | Luny Tunes, Tainy & Noriega  | 3:54     |  |
| 3.  | «El no se va a enterar»               | Luny Tunes, Tainy & Noriega  | 3:01     |  |
| 4.  | «Pienso en ti»                        | Mambo Kingz                  | 3:13     |  |
| 5.  | «Demente bailando»                    | Luny Tunes & Tainy           | 2:58     |  |
| 6.  | «Agresivo 3» (con Jadiel & J-King)    | Luny Tunes, DJ Coffie & Hyde | 4:40     |  |
| 7.  | «Ta' bueno el ambiente»               | Noltom & Noriega             | 3:35     |  |
| 8.  | «I Got Flow»                          | DJ Urba & Monserrate         | 3:54     |  |
| 9.  | «Fuiste tú quién perdió»              | DJ Nelson                    | 2:57     |  |
| 10. | «Yo te enseño»                        | Tainy                        | 3:31     |  |
| 11. | «Nada malo»                           | Musicólogo & Menes           | 2:54     |  |
| 12. | «Aprovecha el tiempo»                 | Keko Music                   | 3:41     |  |
| 13. | «Me he enamorado de ti»               | Mambo Kingz                  | 3:53     |  |
| 14. | «Química sustancia» (con Don Omar)    | Nely                         | 4:37     |  |
| 15. | «Pa' que la pases bien»               | Tainy                        | 3:34     |  |
| 16. | «Vamos en un viaje (sí, sí)»          | Mambo Kingz                  | 3:45     |  |
| 17. | «Ganas de ti»                         | Nely                         | 2:54     |  |
| 18. | «Mi primera canción» (feat. Tempo)    | DJ Black & Paralax           | 4:27     |  |
| 19. | «Chica virtual»                       | DJ Nelson                    | 4:24     |  |
| 20. | «Ahí Eh (Club Versión)»               | Predikador                   | 4:02     |  |
| 21. | «Por amar a ciegas (Hip-Hop Versión)» | Luny Tunes & Noriega         | 3:55     |  |
| 22. | «Activate (bonus Track)»              | Nely                         | 3:50     |  |

## Special Edition (2015)
| N.º | Título                             | Duración |  |
| 1.  | «Ahí Eh (Intro)»                   |          |  |
| 2.  | «Aprovecha el tiempo»              |          |  |
| 3.  | «Demente bailando»                 |          |  |
| 4.  | «El no se va enterar»              |          |  |
| 5.  | «Enamorado de ti»                  |          |  |
| 6.  | «Fuiste tú quién perdió»           |          |  |
| 7.  | «I got flow (2070)»                |          |  |
| 8.  | «Mi primera canción» (con Tempo)   |          |  |
| 9.  | «Nada malo»                        |          |  |
| 10. | «Pienso en ti»                     |          |  |
| 11. | «Por amar a ciegas»                |          |  |
| 12. | «Química sustancia» (con Don Omar) |          |  |
| 13. | «Sensaciones Locas»                |          |  |
| 14. | «Vamos en un viaje (si, si)»       |          |  |
| 15. | «Ta' bueno el ambiente»            |          |  |
| 16. | «Te Enchularas» (con Daddy Yankee) |          |  |

## Posicionamiento
| Año  | Top Albums (2009)               | Posición |
| ---- | ------------------------------- | -------- |
| 2008 | U.S. Billboard Top Heatseekers  | 10       |
| 2008 | U.S. Billboard Top Latin Albums | 14       |